# Hermann Weber
Ne doit pas être confondu avec Hermann Weber (entomologiste) ou Hermann Weber (juriste).
Pour les articles homonymes, voir Weber.
Hermann Weber, le 23 août 1928 à Mannheim et mort le 29 décembre 2014 dans la même ville, est un historien et politologue allemand, spécialiste du communisme et du régime est-allemand. Il passe pour être « l'homme qui savait tout de la République démocratique allemande »

## Biographie
Fils d'un ouvrier communiste emprisonné par la Gestapo pendant un an et demi, Weber rejoint le KPD en 1945 et étudie sous le nom de code « Hermann Wunderlich » de 1947 à 1949 à l'École supérieure du Parti Karl Marx avec Herbert Mies. Il est ensuite rédacteur en chef du journal FDJ en République fédérale d'Allemagne. En 1951, il épouse Gerda Röder (1923-2021) La même année, il est licencié par Erich Honecker pour n'avoir pas fait l'éloge un télégramme de Staline. En 1953, il est emprisonné en République fédérale d'Allemagne et est libéré en 1954. Toujours en 1954, il est exclu du KPD en tant qu'« agent » Selon Weber, même après cela, il recherche « des organisations politiques qui défendaient le socialisme et luttaient contre le stalinisme de ce point de vue ». À partir de 1955, il est membre du SPD.

## Carrière scientifique
Weber étudie de 1964 à 1968 aux universités de Marburg et de Mannheim. En 1968, il obtient son doctorat à Mannheim. Son habilitation a lieu en 1970. De 1975 à sa retraite en 1993, il occupe la chaire de science politique et d'histoire contemporaine à l'Université de Mannheim. En 1980, il est l'un des initiateurs de la création d'une archive du trotskisme à Mannheim, qui est transférée à la Fondation Friedrich-Ebert en 2004. À partir de 1981, Hermann Weber est à la tête du pôle de recherche Histoire de la RDA à l'Université de Mannheim.
En 2003, il fonde avec sa femme la Fondation Gerda et Hermann Weber. Jusqu'en 2011, Weber est membre du conseil d'administration de la Fondation fédérale pour le travail de mémoire de la dictature du SED et membre honoraire de la Commission d'histoire germano-russe. En 1993, il fonde l'Annuaire de recherche historique sur le communisme, dont il est rédacteur en chef jusqu'en 2007.
Weber considère que l'événement le plus important de sa vie universitaire est la découverte en 1968 du texte original du procès-verbal du congrès du parti fondateur du KPD en 1918-1919. Le SED a ensuite revendiqué cette découverte pour lui-même. Le SED n'a pas essayé d'obtenir une édition sous licence : l'Institut pour le marxisme-léninisme du Comité central du SED a publié une édition en 1972 qui était apparemment basée sur la version de Weber.
En 2011, Weber et Helmut Dahmer ont été les premiers à signer une lettre ouverte à l'éditeur Ulla Berkéwicz de Suhrkamp Verlag contre la publication de la biographie de Trotsky par Robert Service, qu'il a qualifiée, entre autres, de « diatribe ».
La Conférence Hermann Weber sur la recherche historique sur le communisme a lieu chaque année depuis 2019.

## Ouvrages (sélection)
- avec Gerda Weber: Leben nach dem „Prinzip links“. Erinnerungen aus fünf Jahrzehnten. Links, Berlin 2006  (ISBN 3-86153-405-3).
- avec Andreas Herbst: Deutsche Kommunisten. Biographisches Handbuch 1918–1945. Dietz, Berlin 2004; 2., überarbeitete und stark erweiterte Auflage 2008  (ISBN 978-3-320-02130-6).
  - Deutsche Kommunisten – Supplement: zum biographischen Handbuch 1918 bis 1945. Dietz, Berlin 2013  (ISBN 978-3-320-02295-2).
- Damals als ich Wunderlich hieß. Vom Parteihochschüler zum kritischen Sozialisten. Die SED-Parteihochschule „Karl Marx“ bis 1949. Aufbau, Berlin 2002  (ISBN 3-351-02535-1).
- Aufbau und Fall einer Diktatur. Kritische Beiträge zur Geschichte der DDR. Bund, Frankfurt am Main 1991  (ISBN 3-7663-2266-4).
- „Weiße Flecken“ in der Geschichte. Die KPD-Opfer der Stalinschen Säuberungen und ihre Rehabilitierung. 2., überarbeitete und erweiterte Auflage. isp-Verlag, Frankfurt am Main 1990  (ISBN 3-88332-176-1).
- Die DDR 1945–1986 [später: 1990] (= Grundriss der Geschichte. Bd. 20). Oldenbourg, München 1988; 5., aktualisierte Auflage 2012  (ISBN 978-3-486-70440-2).
- Geschichte der DDR. Deutscher Taschenbuch-Verlag, München 1985  (ISBN 3-423-04430-6).
- avec Gerda Weber: Lenin-Chronik, Daten zu Leben und Werk. Deutscher Taschenbuch Verlag, München 1974  (ISBN 3-423-03254-5).
- Die Wandlung des deutschen Kommunismus. Die Stalinisierung der KPD in der Weimarer Republik. 2 Bände. Europäische Verlagsanstalt, Frankfurt am Main 1969, DNB 458584355.
- Ulbricht fälscht Geschichte. Ein Kommentar mit Dokumenten zum „Grundriß der Geschichte der deutschen Arbeiterbewegung“. Neuer Deutscher Verlag, Köln 1964, DNB 455393796.

- avec Jakov Drabkin, Bernhard H. Bayerlein: Deutschland, Russland, Komintern. Archive des Kommunismus – Pfade des XX. Jahrhunderts. 2 in 3 Bänden. De Gruyter, Berlin 2013  (ISBN 978-3-11-034168-3)
- avec Dietrich Staritz, Siegfried Bahne und Richard Lorenz: Kommunisten verfolgen Kommunisten. Stalinistischer Terror und „Säuberungen“ in den kommunistischen Parteien Europas seit den dreißiger Jahren. Akademie-Verlag, Berlin 1993.
- Der Gründungsparteitag der KPD. Europäische Verlagsanstalt, Frankfurt am Main 1969. Neu herausgegeben und eingeleitet: Die Gründung der KPD, Protokoll und Materialien des Gründungsparteitages der KPD 1918/1919. Mit einer Einführung zur angeblichen Erstveröffentlichung durch die SED. Dietz, Berlin 1993  (ISBN 3-320-01818-3).
- avec Martin Broszat, Gerhard Braas: SBZ-Handbuch. Staatliche Verwaltungen, Parteien, gesellschaftliche Organisationen und ihre Führungskräfte in der Sowjetischen Besatzungszone Deutschlands 1945–1949. Oldenbourg-Verlag: München 1993 (2. Auflage)  (ISBN 3-486-55262-7).